# حديقة مغامرات كهوف غلينوود
حديقة مغامرات كهوف غلينوود (بالإنجليزية: Glenwood Caverns Adventure Park)‏؛ هي مجموعة من الكهوف التي تقع في مقاطعة غارفيلد في الولايات المتحدة. وهي إحدى الحدائق العامة في ولاية كولورادو.

## السياحة
تعد «حديقة مغامرات كهوف غلينوود» إحدى مواقع الجذب السياحي في مقاطعة غارفيلد في ولاية كولورادو الأمريكية.